# Rehabilitation in der Unfallchirurgie
Zentrale Aufgabe der Rehabilitation in der Unfallchirurgie ist die Wiederherstellung oder wesentliche Besserung der funktionalen Gesundheit nach einem Unfall. Grundlage dieser Definition ist das biopsychosoziale Modell der Weltgesundheitsorganisation (WHO), das in der internationalen Klassifikation der Funktionsfähigkeit, Behinderung und Gesundheit (ICF) dargelegt ist. Unfallfolgen werden stark von persönlichen Faktoren und Umweltbedingungen (sogenannten Kontextfaktoren) beeinflusst und müssen deshalb mit im Fokus der Rehabilitationsbemühungen stehen.

## Rehabilitationsziele
Die Wiedereingliederung ins soziale und berufliche Umfeld ist oberstes Ziel der Rehabilitation und stellt bei Unfallverletzten eine besondere Herausforderung dar. Die Auswahl konkreter Rehabilitationsmaßnahmen und Festlegung realistischer Ziele erfordert die Kenntnis, welche Folgen sowohl auf körperlichem als auch auf psychischem und sozialem Gebiet Unfälle haben können. Das Wissen, welche Parameter diese Folgen beeinflussen können, ist entscheidend für die Planung, Organisation und Durchführung der Rehabilitation nach Verletzungen. Damit unterscheidet sich die Rehabilitation Unfallverletzter deutlich von der orthopädischen Rehabilitation nach geplanten Operationen, wie beispielsweise der Implantation eines künstlichen Hüft- oder Kniegelenks. Die Zielsetzung von Rehabilitationsmaßnahmen muss individuell vom Arzt festgelegt werden. Die aktive Beteiligung des Verletzten am Rehabilitationsprozess und an der Festlegung der Therapieziele ist für den Erfolg der Rehabilitation entscheidend.

## Indikationsstellung
Bei einer entsprechenden Schwere der Verletzung und drohenden langfristigen Beeinträchtigungen der Aktivität und Teilhabe ist eine Rehabilitationsmaßnahme indiziert. Darüber hinaus werden vorausgesetzt
- ein bestehender Rehabilitationsbedarf,
- eine vorliegende Rehabilitationsfähigkeit,
- eine ausreichende Motivation oder eine erkennbare Motivierbarkeit, sowie
- eine positive Rehabilitationsprognose.

## Rehabilitationsformen
Die medizinische Rehabilitation in der Unfallchirurgie wird eingeteilt in:
- Früh-Rehabilitation
- Postakutrehabilitation
- Weiterführender Rehabilitation

Früh-Rehabilitation ist die frühestmöglich einsetzende kombinierte akut- und rehabilitationsmedizinische Behandlung von Patienten, insbesondere nach Polytrauma. Sie erfolgt im Rahmen der akutmedizinischen Behandlung bereits im Traumazentrum unter Beteiligung vieler verschiedener therapeutischer Berufsgruppen und ist von der postakuten bzw. weiterführenden Rehabilitation abzugrenzen. Der Patient muss bei Verlegung in die Rehabilitationseinrichtung frühmobilisiert sein (d. h. in der Lage, sich zu waschen, ohne fremde Hilfe zu essen, sich auf Stationsebene zu bewegen), ausreichend belastbar sowie motiviert und in der Lage sein, aktiv bei der Rehabilitation mitzuarbeiten.
Die Postakutrehabilitation schließt sich unmittelbar an eine Akutkrankenhausbehandlung an oder steht zumindest im engen zeitlichen Zusammenhang zu ihr. Da Unfallfolgen neben den körperlichen Verletzungen häufig auch auf psychischem und sozialem Gebiet vorliegen, ist eine intensive Betreuung durch verschiedene Berufsgruppen erforderlich. Darin unterscheidet sich die Rehabilitation in der Unfallchirurgie von einer regelhaften physiotherapeutischen Nach- oder Weiterbehandlung nach Operationen.
Im Anschluss an die Postakutphase können spezielle weiterführende Rehabilitationsmaßnahmen erforderlich werden, beispielsweise die medizinisch-beruflich orientierte Rehabilitation (MBO-Reha), die multimodale Schmerztherapie oder die Rehabilitation bei psychiatrischen, psychologischen und psychosomatischen Prozessen wie reaktive Depression oder posttraumatischen Belastungsstörungen.

## Strukturvoraussetzungen
Um eine bestmögliche Reintegration ins Alltags- und Berufsleben zu erreichen, ist ein umfassender biopsychosozialer Behandlungsansatz in der unfallchirurgischen Rehabilitation notwendig. Dies erfordert den Einsatz verschiedener spezialisierter Berufsgruppen, wie Physio- und Ergotherapeuten, Pflegekräfte, Sozialdienst etc. unter der Leitung eines Rehabilitationsmediziners, der eng mit dem Unfallchirurgen zusammen arbeitet. Der Unfallverletzte steht dabei im Mittelpunkt eines vielfältig vernetzten Rehaprozesses. Entscheidend für Polytraumapatienten ist die frühe Konsultation von Rehabilitationsspezialisten mit unfallchirurgischer Erfahrung, die auf die erforderliche Infrastruktur in speziellen Traumarehabilitationszentren zurückgreifen können.